# Zavārījān
Zavārījān (persiska: زواریجان) är en ort i Iran.   Den ligger i provinsen Lorestan, i den nordvästra delen av landet, 300 km sydväst om huvudstaden Teheran. Zavārījān ligger 1 992 meter över havet och antalet invånare är 117.
Terrängen runt Zavārījān är kuperad. Runt Zavārījān är det tätbefolkat, med 257 invånare per kvadratkilometer. Närmaste större samhälle är Borujerd, 8,9 km sydväst om Zavārījān. Trakten runt Zavārījān består i huvudsak av gräsmarker.